# Réjean Laplanche
Pour les articles homonymes, voir Laplanche.
Réjean Laplanche, de son vrai nom Réjean Claveau, est un animateur ( VJ ) sur les ondes de la chaîne spécialisé Musique Plus. En 2011, il apparait dans le vidéoclip "Take What I Want" de la formation The Brains.
Il animait l'émission Buzz sur les ondes de Musique Plus.
Depuis janvier 2021, il anime à la radio BLVD 102.1 de Québec.
Après un début comme coanimateur à l'émission Le Drive, il devient l'animateur principal de l'émission matinale "Rej against le matin".  